# Ármann Björnsson
Ármann Smári Björnsson (Höfn, 7 gennaio 1981) è un ex calciatore islandese, di ruolo attaccante.

## Carriera

### Club
Nato ad Höfn, nel sud-est dell'Islanda, Björnsson ha iniziato la carriera nel club locale del Sindri Hofn nel 1996, a quindici anni. Nel 1998, è stato il capocannoniere della squadra con trentadue reti. Nel 2000, è stato ceduto in prestito ai norvegesi del Lillestrøm, ma non è mai sceso in campo. L'anno successivo, è passato al Valur e nel 2002 è stato prestato al Brann, dove ha mostrato le sue doti da attaccante. La forte richiesta del Valur per il cartellino, oltre al cambio di allenatore nel club norvegese, non ha permesso al Brann di riscattarlo. Björnsson è così tornato in Islanda, ed ha vinto tre campionati consecutivi con il Fimleikafélag Hafnarfjarðar.
Il 21 agosto 2006, il Brann ha confermato l'acquisto definitivo di Björnsson. Ha firmato un contratto triennale con il club norvegese, che ha pagato una cifra che non è stata resa nota al Fimleikafélag Hafnarfjarðar. Con la nuova squadra, ha vinto il campionato 2007.
Ad agosto 2009, è stato acquistato dagli inglesi dell'Hartlepool United, per cui ha debuttato nel pareggio casalingo per uno a uno contro i Wycombe Wanderers.

### Nazionale
Dopo una striscia di prestazioni positive nel 2006, Björnsson ha guadagnato la prima convocazione in Nazionale, quando è entrato a partita in corso in un'amichevole contro la Spagna a Reykjavík, il 15 agosto. La seconda apparizione, sempre da sostituto, è arrivata ancora contro la Spagna, ma stavolta in un incontro di qualificazione per il campionato d'Europa 2008, giocato l'8 settembre 2007. Nella terza gara, contro l'Irlanda del Nord, ha segnato dopo sei minuti e gli islandesi si sono imposti per due a uno.

## Palmarès

### Giocatore

#### Club

##### Competizioni nazionali
- Campionato islandese: 3 :

Fimleikafélag Hafnarfjarðar: 2004, 2005, 2006
- Coppa di Lega islandese: 2 :

Fimleikafélag Hafnarfjarðar: 2004, 2006
- Campionato norvegese: 1 :

Brann: 2007